# 金城江站
金城江站是黔桂铁路的一个车站，位于广西壮族自治区河池市金城江区，邮政编码547000。该车站建于1940年，离贵阳站449公里，离柳州站161公里，隶属南宁铁路局管辖。

## 历史

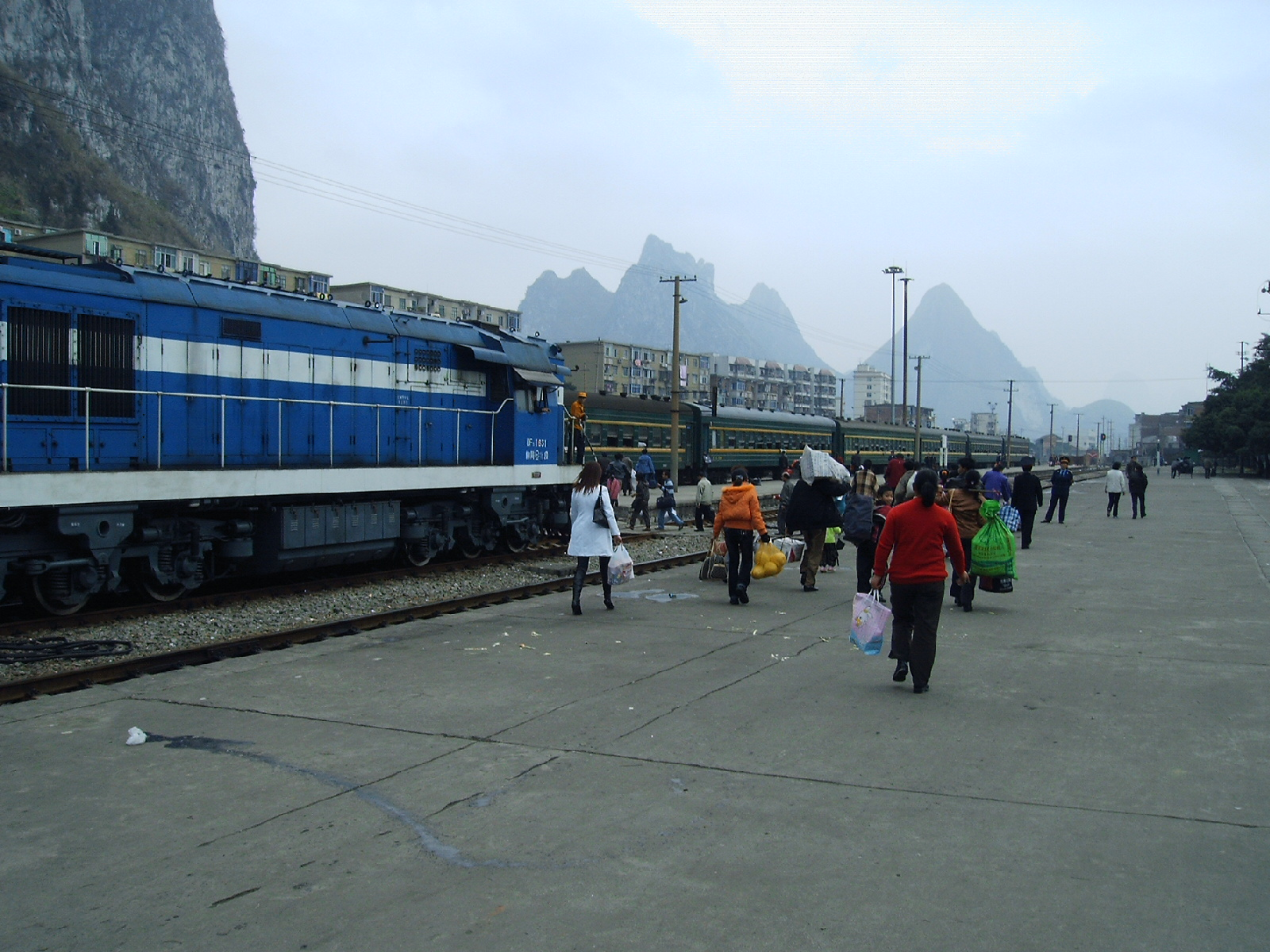
2004年的金城江站

因抗战吃紧，急需开辟出海通道争取外援，巩固以陪都重庆为中心的大后方，国民政府交通部选线设计，铁道专家候家源主管，修筑黔桂铁路，广西和贵州沿线各县征发民夫十余万人，以简单的工具开山架桥筑路。因筑路官僚贪污腐化，克扣粮饷，工头肆意欺压民夫，加上匪患频繁，致使工程时停时续，1940年年末，柳州-金城江建成。至此，金城江站建成并投入使用。
1969年，金城江站进行了第一次重建。
2007年，由于站内基础设施陈旧，线路老化，再加上行车密度大，客流量及货运量大增，已远远不能适应运输的需求，故金城江站进行了第二次站房重建。

## 现状
每天有22趟列车停靠，发往南宁、湛江、成都等地，除此固定车次外，另有春运期间始发往广州的临客。作为始发站，有发往柳州及湛江方向的管内客车。
车站客流量在春运期间可达5000人以上。

## 服务
客运：办理旅客乘降；行李、包裹托运。货运：办理整车、零担、集装箱货物发到；不办理整车爆炸品及整车一级氧化剂发到。